# Okagi Hayashi
Okagi Hayashi (in giapponese: 林おかぎ; Tsumagi, 2 settembre 1909 – Toki, 26 aprile 2025) è stata una supercentenaria giapponese di 115 anni e 236 giorni. Dal 29 dicembre 2024, con la morte della Decana dell'umanità Tomiko Itooka, fino al suo stesso decesso è stata la persona giapponese vivente più longeva. Hayashi era inoltre la terza persona più longeva vivente al mondo, dopo la brasiliana Inah Canabarro Lucas e la britannica Ethel Caterham.
Sta al quarantaduesimo posto delle persone più longeve di sempre la cui età sia stata accertata.

## Biografia
Okagi Hayashi nacque a Toki, una città della prefettura di Gifu che, all'epoca della nascita della donna, era denominata Tsumagi. Dopo aver completato il ciclo di istruzione primaria, si iscrisse alla Nakatsu Girls' High School. Attorno ai vent'anni sposò un insegnante della scuola primaria; dal matrimonio nacquero nove figli. Molto attenta alla propria salute, la donna aveva l'abitudine di fare esercizio fisico in compagnia del marito e di recarsi alle terme; soleva inoltre praticare il giardinaggio con alcuni amici di lunga data, abitudine che mantenne fino a oltre 80 anni di età.
Vissuta fino ai 105 anni nella sua abitazione, Okagi Hayashi si trasferì poi in una casa di riposo. All'età di 112 anni la donna era ancora in grado di leggere i giornali e di risolvere rompicapo e giochi enigmistici di vario tipo.
Morì il 26 aprile 2025 a Toki, sua città natale, dopo essere stata ricoverata per insufficienza cardiaca.

## Longevità
Il 29 dicembre 2024, con la morte della 116enne connazionale Tomiko Itooka, Okagi Hayashi divenne la persona vivente più anziana del Giappone, nonché la terza persona più longeva vivente al mondo, dopo la 116enne brasiliana Inah Canabarro Lucas e la britannica Ethel Caterham, nata solo dodici giorni prima della Hayashi.